# 马耳他国家考古博物馆
马耳他国家考古博物馆（National Museum of Archaeology, Malta）是位于瓦莱塔的考古博物馆，收藏了史前、腓尼基时代的文物和著名的钱币收藏品。它由马耳他遗产局管理。

## 历史

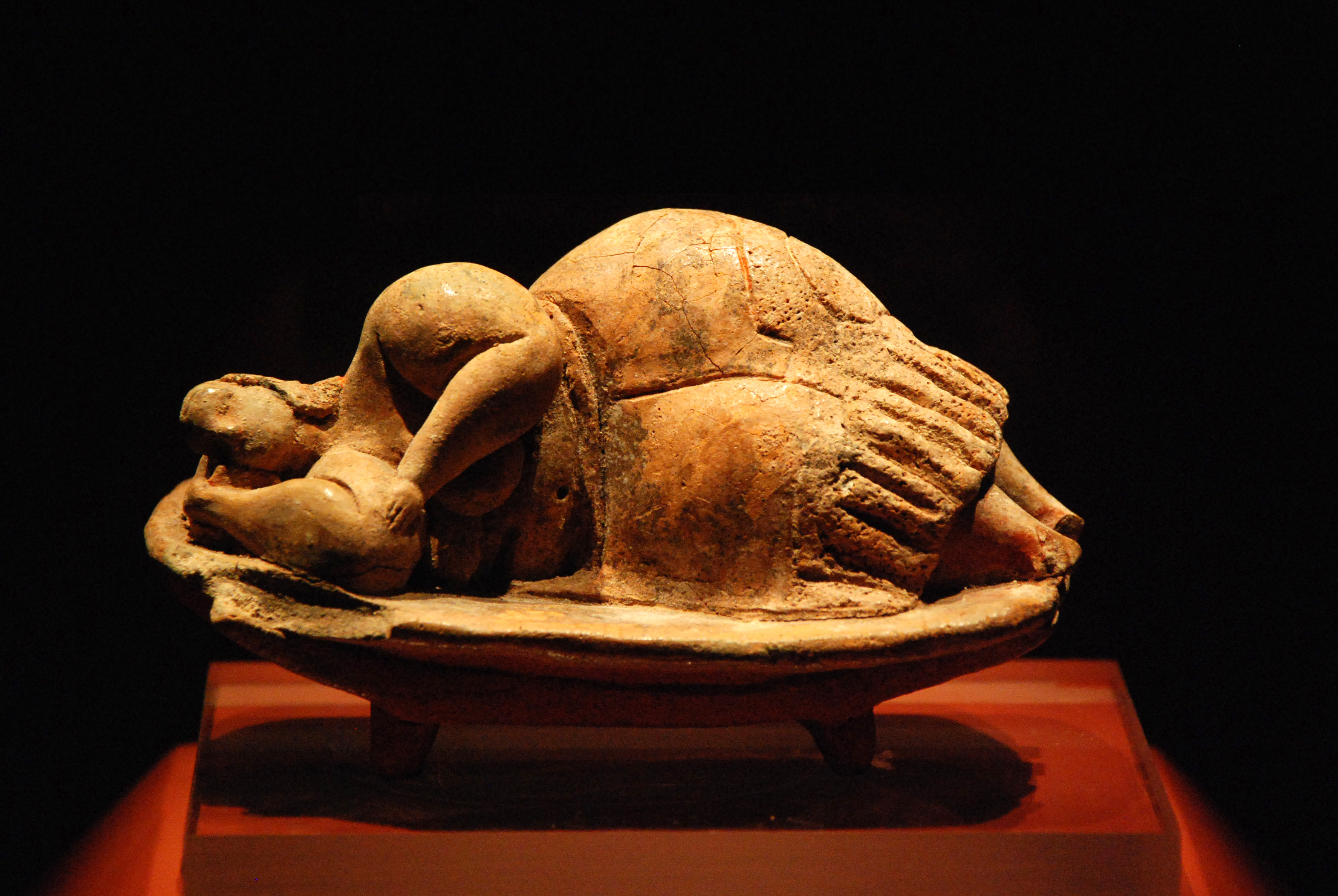
睡着的女士

普罗旺斯旅馆于1958年由当时的教育部长阿加莎·芭芭拉作为国家博物馆开放。博物馆最初包括一楼的考古收藏和一楼的美术品。第一位策展人是著名的马耳他考古学家Themistocles Zammit爵士的儿子Charles G. Zammit上尉。
1974年，美术收藏品迁至国家美术馆，新设在瓦莱塔南街的海军部大楼内，国家博物馆更名为国家考古博物馆。
该博物馆于1998年进行了翻新和升级。文物被放置在气候控制的展示中，以便展览符合当前的保护标准。

## 建筑
普罗旺斯旅馆是位于瓦莱塔共和国街的一座巴洛克式建筑，于1571年为医院骑士团而建。它由马耳他建筑师吉罗拉莫·卡塞尔设计，他指导了瓦莱塔早期最重要建筑的建造。该建筑在其历史上经历了各种改建，其中包括在17世纪初期对立面进行了大量的重建，以整合底层的商店。一楼的戈蓝沙龙是大楼里最华丽的房间。骑士们用它来讨论事务，并作为食堂和宴会厅，根据资历坐在长桌旁。
当拿破仑于1798年将骑士团逐出马耳他时，旅馆被租给了马耳他联合俱乐部。虽然租约于2002年到期，但1955年8月12日，旅馆被指定为马耳他国家博物馆的所在地。

## 收藏
博物馆的底层展示了来自马耳他群岛的史前文物，从Għar Dalam阶段（公元前5200年）--岛上最早出现的定居点，一直到Tarxien阶段（公元前2500年）。

### 新石器时代早期展厅（公元前5200-3800年）

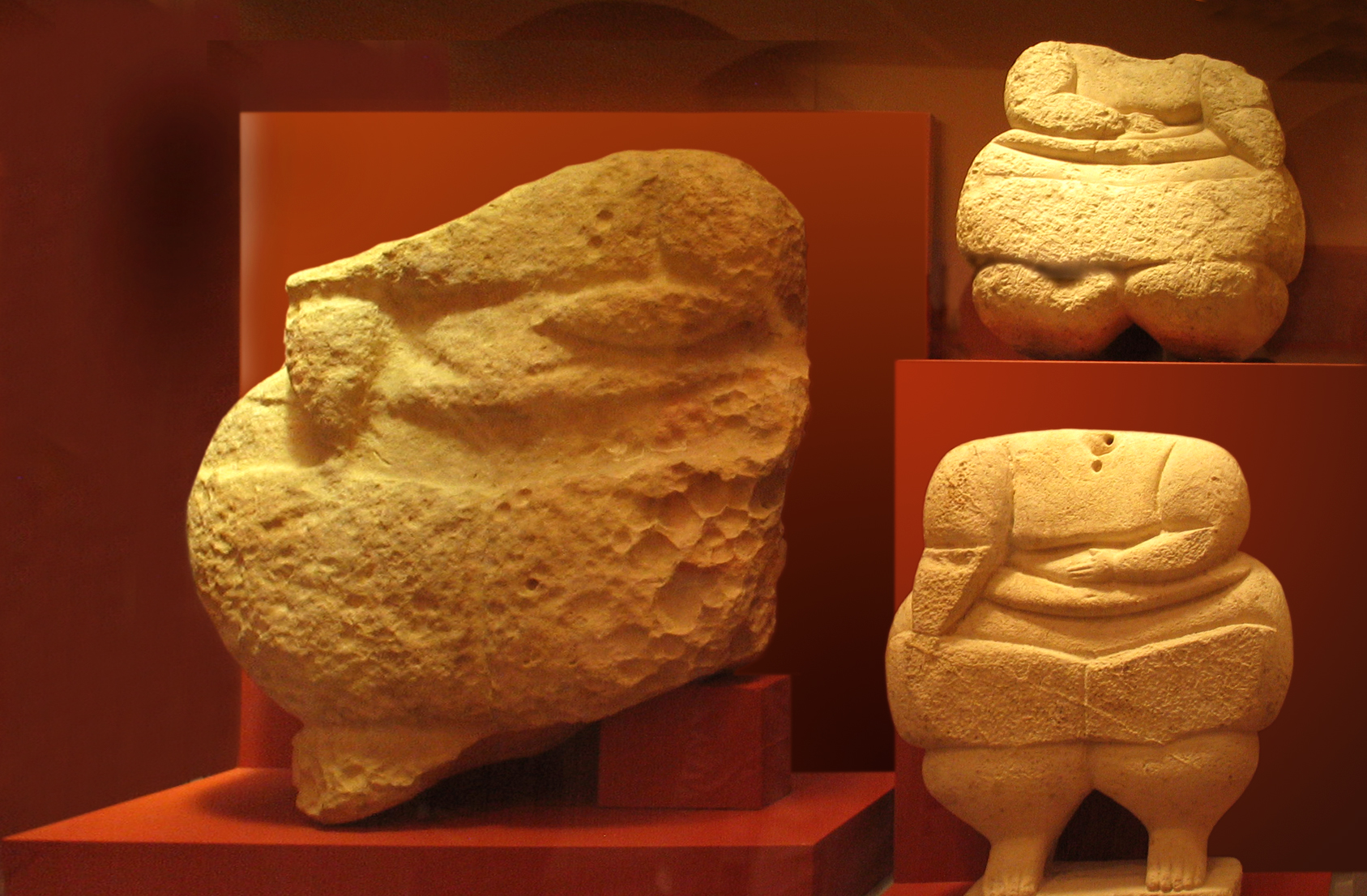
来自Ħaġar Qim时代的肥胖人物

这个展厅展示了新石器时代早期的文物，包括Għar Dalam、Gray Skorba、Red Skorba和Żebbuġ阶段的装饰陶器。
特别重要的是红色斯科巴雕像，这是当地最早的人物形象以及后期寺庙时期雕像的前身。
展览展示了对马耳他新石器时代早期特征的岩石墓葬的重现。岩石墓葬在哈尔·萨夫列尼地下宫殿和Xagħra石圈等墓葬中达到了高潮； 两个地点的照片都在博物馆展出。

### 圣殿时期展厅（公元前3800-2500年）

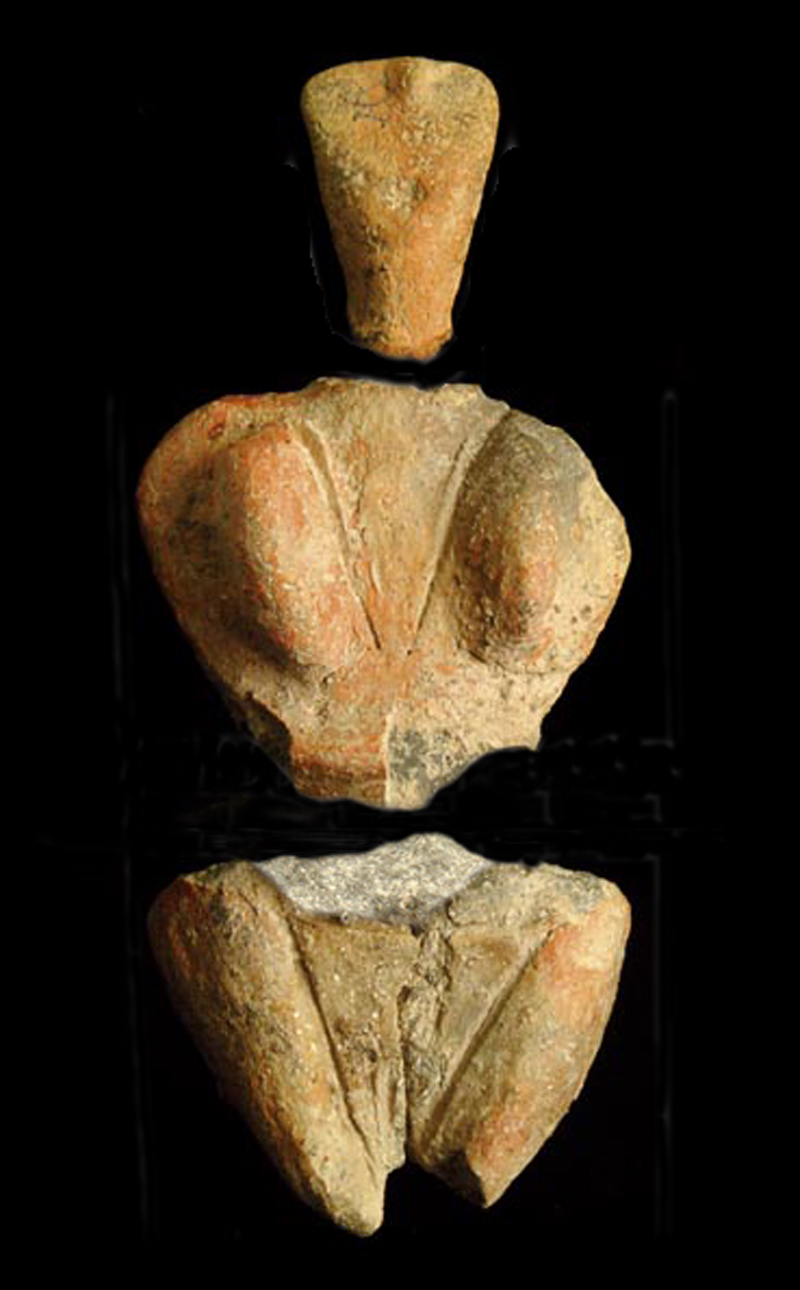
红色斯科巴雕像

这些房间展示了马耳他史前时期Mġarr、Ġgantija、Saflieni和Tarxien阶段的建筑、人类表现和其他物品的示例。当时建造的寺庙被认为是世界上第一座独立的纪念碑，并被列入联合国教科文组织世界遗产名录。
博物馆展出了许多代表从寺庙挖掘中出土的人体的肥胖雕像，以及阴茎代表。直到最近，这些雕像还被称为母亲女神、胖女士、神灵和祭司等名称，但现在有人认为这些雕像可能是无性的，代表了的是人，无论是男性还是女性。这些代表物的大小和形状各不相同，最大的高达2.7米，最小的只有4毫米。
寺庙祭坛和肥胖的人类代表的发现表明，在史前时期，马耳他和戈佐岛上存在某种类型的崇拜。鉴于这些雕像的肥胖，这可能是该崇拜与生育仪式有关。此时的生育能力一定非常重要，因为除了家庭成长之外，还意味着农作物和动物的繁殖。
展览包括从塔尔辛神庙中挖掘出来的祭坛，这些祭坛可能用于祭祀动物。出于保护原因，它们被带到博物馆。

### 青铜时代展厅（公元前2400–700年）

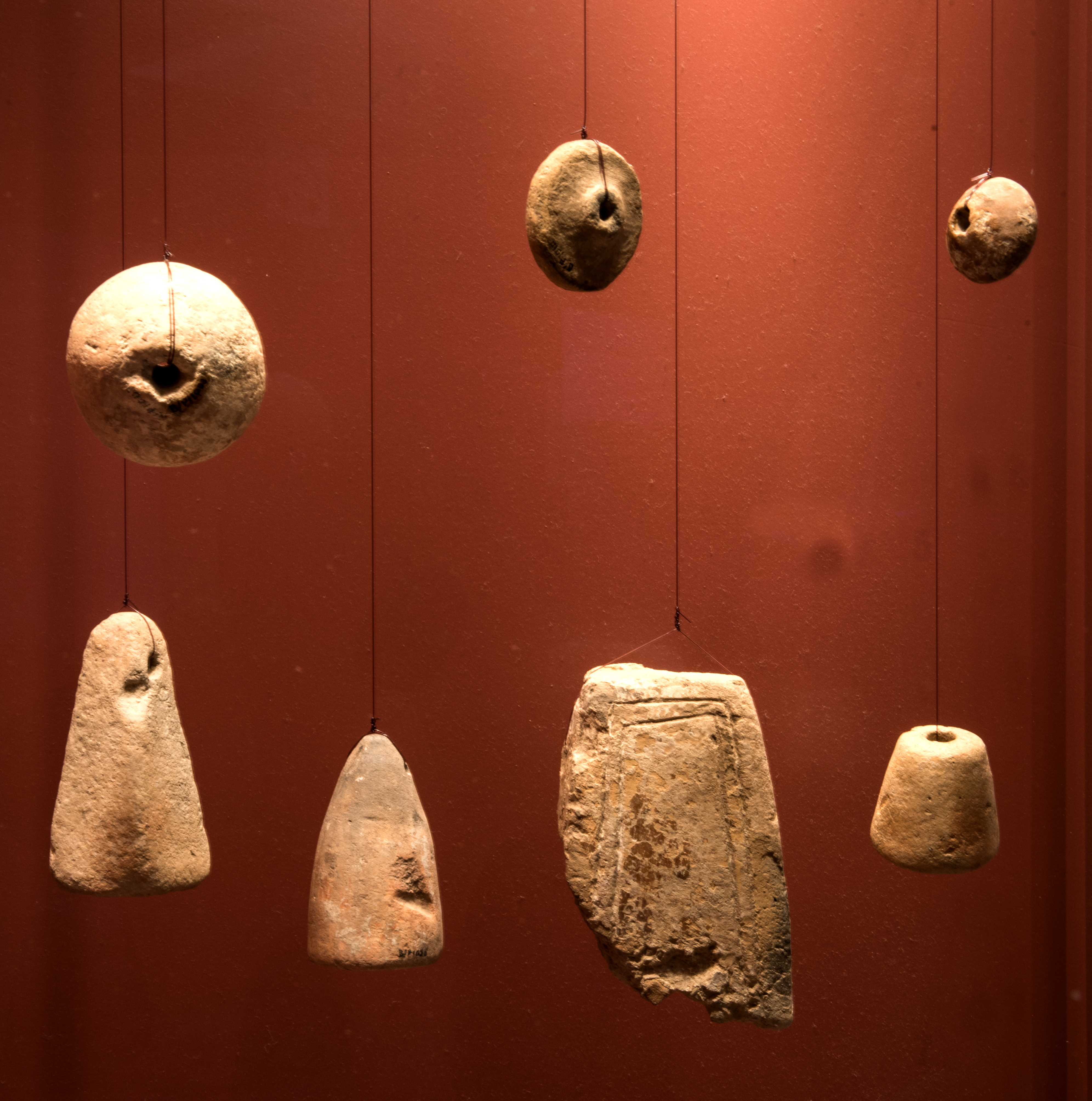
石头织机

青铜时代展厅向我们讲述了大约在公元前2400年迁移到群岛的新民族的文化和仪式。
青铜时代的遗迹证明了与圣殿时期文化的彻底决裂。装饰华丽的寺庙定义了以前的文化，取而代之的是建在岩石自然防御中的坚固定居点，见证了更多的防御性新移民。

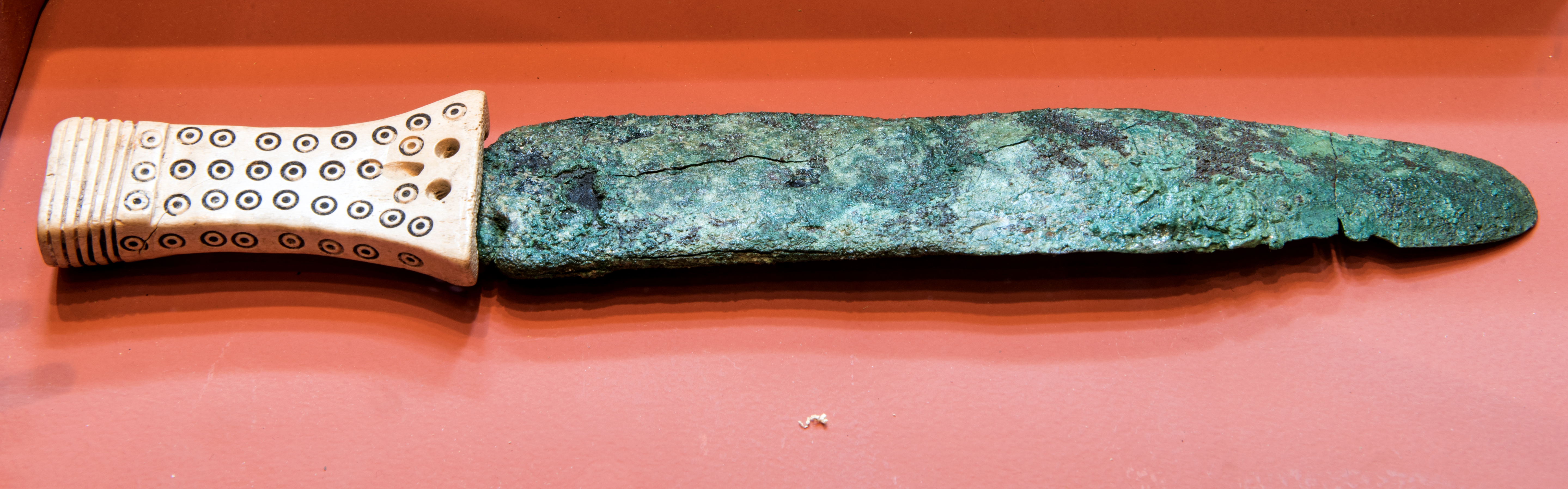
带雕刻骨柄的匕首

马耳他群岛本身并不具备这种文化所需的金属资源。用于制造铜和青铜器的金属矿石，如我们在展览中看到的刀和斧头，需要进口。另一方面，轮子和织布机的重量证明了一个发达的纺织业，并且可能是平衡国际收支的重要出口。
这一时期的陶器以几何线条和新的陶器形式为标志。在完整的罐子中发现的骨灰和烧焦的骨头是火葬仪式的证据，这种做法似乎是在这一时期引入的。在青铜时代墓地发现的鱼骨、贝壳和彩陶制成的身体装饰品，以及匕首和斧头，都伴随着火化的遗体。
值得注意的是一种新的高度程式化的身体表现形式，与属于先前圣殿时期的身体表现形式完全不同。他们是扁平的人物，躯干呈圆盘状，头部狭窄，没有手臂。躯干上刻有与当代陶器相同的几何图案。

### 车辙展厅

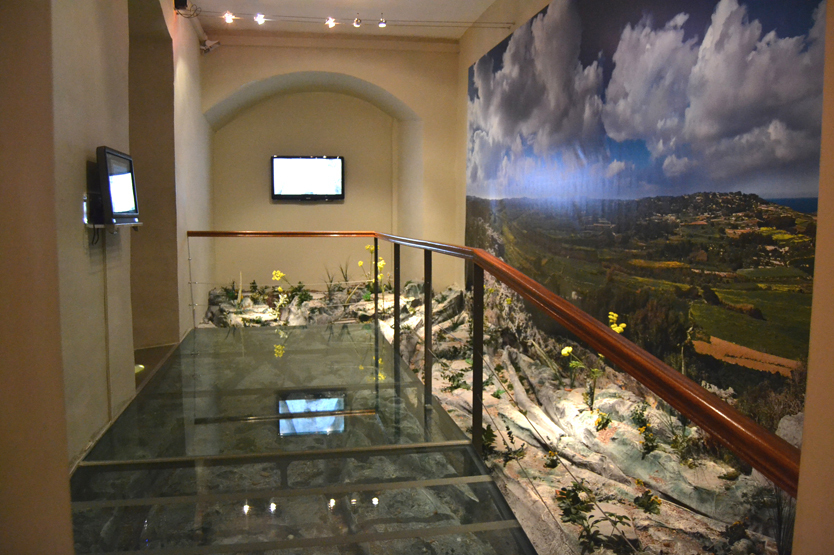
车辙展厅

在这里，我们发现了神秘的车辙的复制品，这种车辙遍布马耳他和戈佐岛。
虽然有些被认为是青铜时代，但它们的确切时期尚未确定，它们的用途也没有确定。它们是用作运输方式，使用轮式或滑动推车，还是水渠？
已故著名的大卫·特朗普博士制作的模型和附带的视频显示了深度、坡度、弯曲和分叉等特征，让人感受到它们在马耳他景观中的配置，并深入探讨了一些可能性。

### 腓尼基展厅

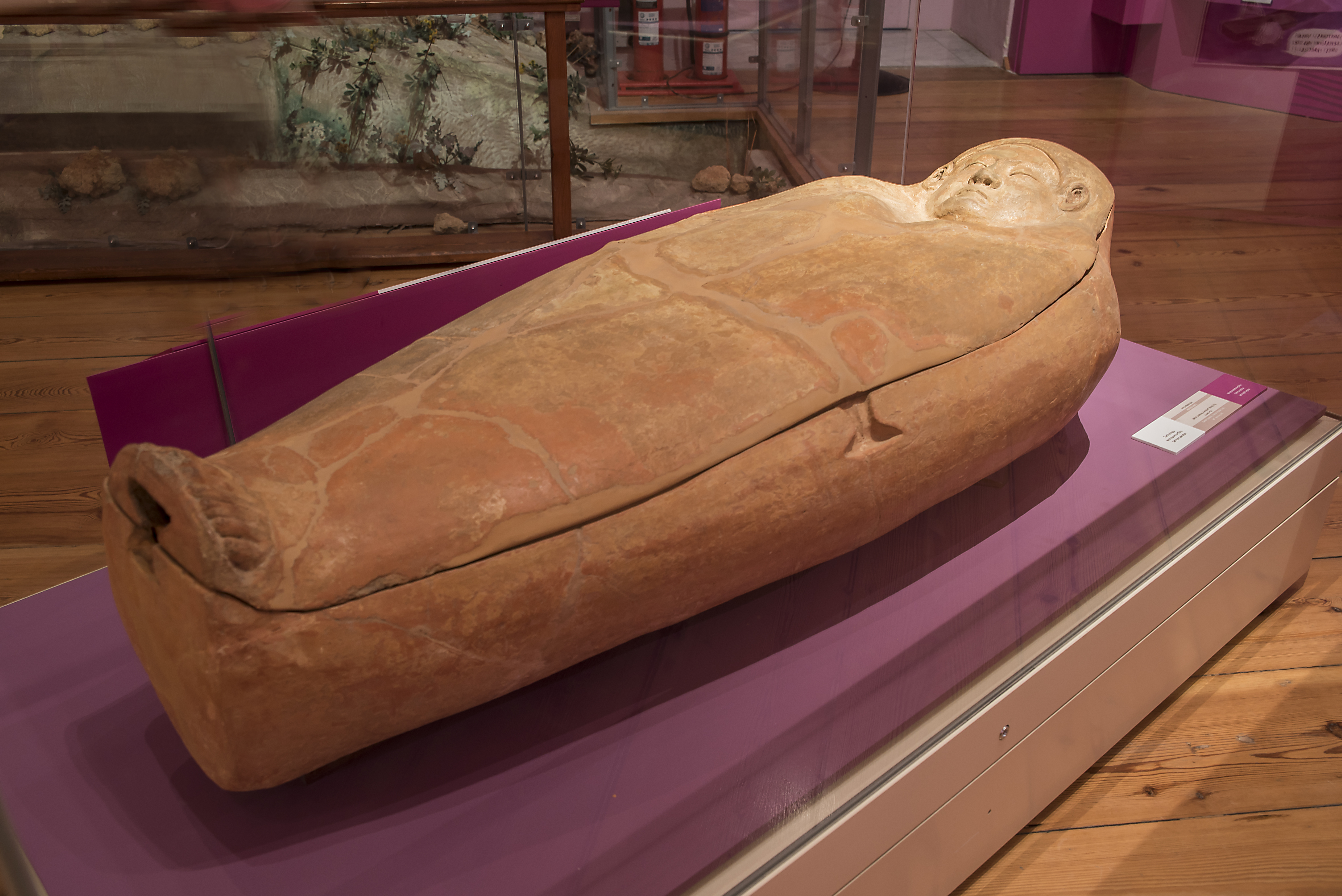
腓尼基石棺

腓尼基展厅的藏品包含腓尼基人生产的陶器、珠宝和玻璃器皿，其中一些在当地是西地中海的重要前哨。值得注意的物品包括姆迪纳石碑铭文，以及一个由纯金制成的护身符，由荷鲁斯和阿努比斯两个站立的神明背靠背焊接而成，还有一个空心的荷鲁斯头像的青铜护身符，里面有一个带有铭文的小纸莎草卷。这两个护身符都是在坟墓中发现的，证明了埃及对腓尼基人的信仰、仪式和来世的强烈影响。
一整节专门讨论墓葬的习俗。在此期间，火葬和土葬同时存在。1797年在一座石刻墓中发现的赤土人形石棺被置于最重要的位置。

### 国家钱币收藏

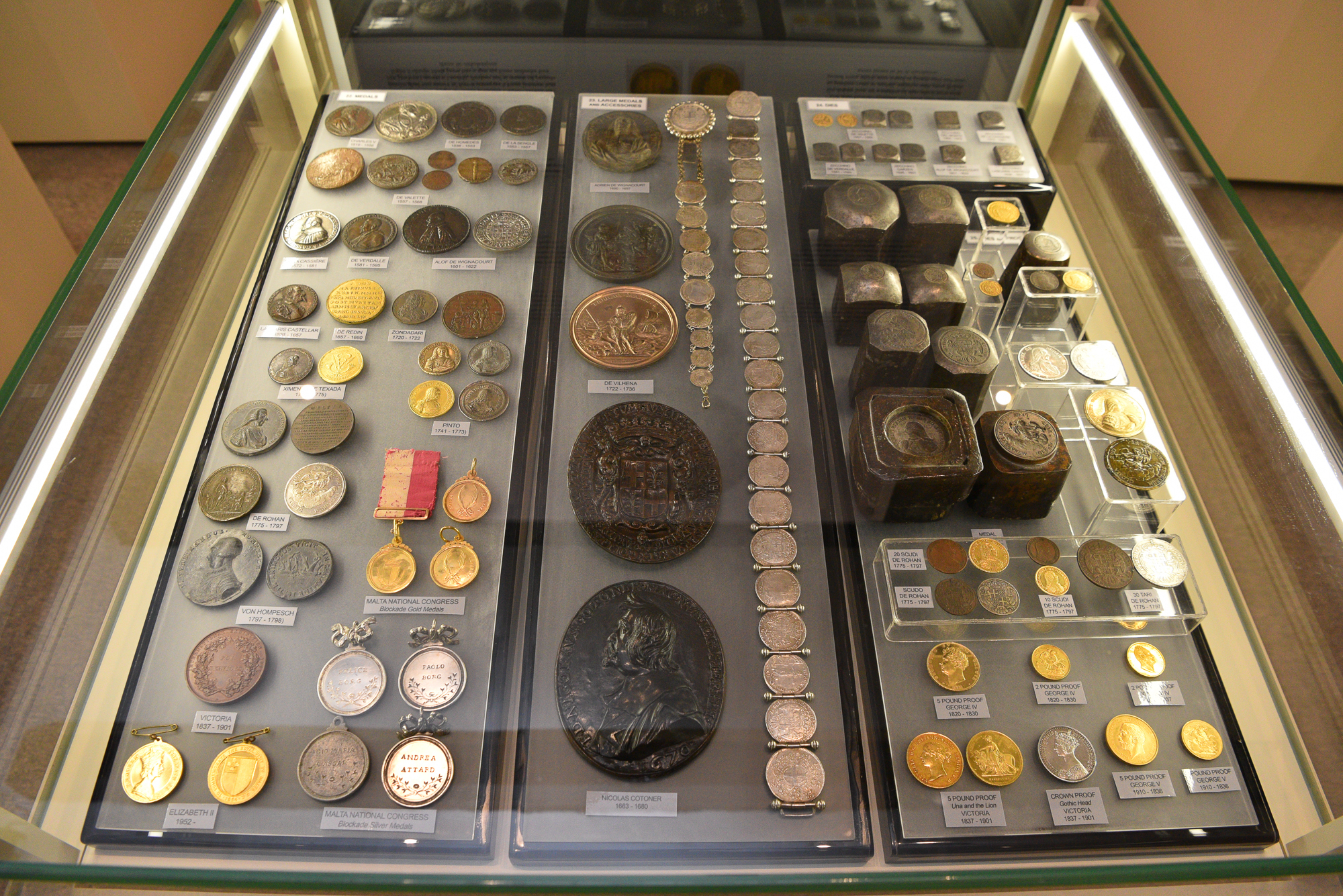
钱币展厅

在顶楼，可以参观国家钱币收藏馆。该收藏品源于萨尔瓦托雷·路易吉·皮萨尼教授（1828-1908）在1899年的捐赠，该收藏品持续增长，现在包括16000多枚硬币、纪念章和模具。 
这些钱币是几个世纪以来外国统治者的见证，几乎每个统治者都在当地的钱币上印上他们的神、他们自己或他们的纹章。该系列拥有来自各个时代的钱币，包括布匿、罗马、拜占庭、穆斯林、诺曼、阿拉贡、圣约翰勋章和英国。该博物馆收藏了最全面的圣约翰教团的钱币，包括稀有标本。
钱币和纪念章揭示着重要事件。值得一提的是，拉瓦莱特在瓦莱塔建成后推出的铜币。它标有NON AES SED FIDES（不是铜，而是信任）字样，并用铜币取代了银斯库迪，这证明了骑士团与岛屿的关系正在发生变化，它将在以后的两百年里一直占据着这个岛屿。

## 计划
该博物馆计划在不久的将来开设一楼画廊并扩大展览范围，以包括罗马和中世纪时期的考古文物。

## 开放时间
1月至9月期间，博物馆的开放时间为周一至周日上午9点至下午5点，最后入场时间为下午4点30分。
在10月、11月和12月期间，开放时间为上午9点至下午6点，最后入场时间为下午5点30分。
它在耶稣受难日、圣诞节夜和圣诞节以及新年前夜和元旦关闭。